# Hyles nigrofasciata
Hyles nigrofasciata är en fjärilsart som beskrevs av Igel 1928. Hyles nigrofasciata ingår i släktet Hyles och familjen svärmare. Inga underarter finns listade i Catalogue of Life.